# Centruroides rodolfoi
Espèce
Centruroides rodolfoi est une espèce de scorpions de la famille des Buthidae.

## Distribution
Cette espèce est endémique d'Oaxaca au Mexique. Elle se rencontre vers Tlaxiaco.

## Description
Le mâle holotype mesure 47,2 mm, les mâles mesurent de 40,4 à 52,1 mm et les femelles de 37,8 à 42,8 mm.

## Étymologie
Cette espèce est nommée en référence à Rudolphe le renne au nez rouge.

## Publication originale
- Santibáñez-López & Contreras-Felix, 2013 : « Two new species of Centruroides Marx 1890 (Scorpiones: Buthidae) from Oaxaca, Mexico. » Zootaxa, no 3734 (2), p. 130-140.